# Вила-ду-Конди
Ви́ла-ду-Ко́нди (порт. Vila do Conde ['vilɐ du 'kõd(ɨ)]) — город в Португалии, центр одноимённого муниципалитета в составе округа Порту. Находится в составе крупной городской агломерации Большой Порту. По старому административному делению входил в провинцию Дору-Литорал. Входит в экономико-статистический субрегион Большой Порту, который входит в Северный регион. Численность населения — 29,7 тыс. жителей (город), 74,4 тыс. жителей (муниципалитет) на 2001 год. Занимает площадь 149,31 км².

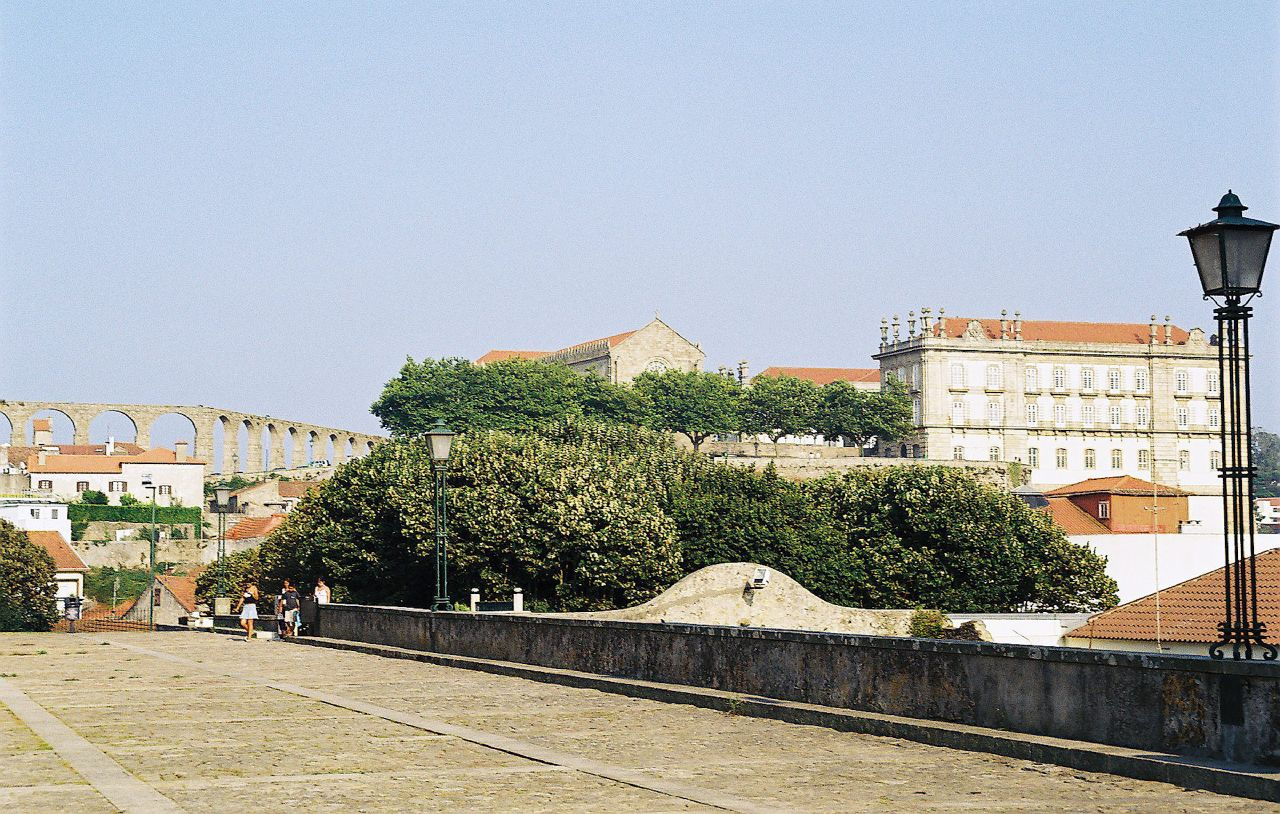

Покровителем города считается Иоанн Креститель (порт. João Baptista).
Праздник города — 24 июня.

## Расположение
Город расположен в 25 км на север от адм. центра округа города Порту.
Муниципалитет граничит:
- на севере — муниципалитет Повуа-де-Варзин
- на востоке — муниципалитет Вила-Нова-де-Фамаликан, Трофа
- на юге — муниципалитет Майа, Матозиньюш
- на западе — Атлантический океан

## История
Город основан в 1516 году.

## Население
| Численность населения муниципалитета по годам | Численность населения муниципалитета по годам | Численность населения муниципалитета по годам | Численность населения муниципалитета по годам | Численность населения муниципалитета по годам | Численность населения муниципалитета по годам | Численность населения муниципалитета по годам | Численность населения муниципалитета по годам | Численность населения муниципалитета по годам | Численность населения муниципалитета по годам |
| --------------------------------------------- | --------------------------------------------- | --------------------------------------------- | --------------------------------------------- | --------------------------------------------- | --------------------------------------------- | --------------------------------------------- | --------------------------------------------- | --------------------------------------------- | --------------------------------------------- |
| 1801                                          | 1849                                          | 1900                                          | 1930                                          | 1960                                          | 1981                                          | 1991                                          | 2001                                          | 2004                                          | 2006                                          |
| 3623                                          | 17 781                                        | 27 366                                        | 34 116                                        | 48 806                                        | 64 402                                        | 64 836                                        | 74 391                                        | 75 981                                        | 76 795                                        |

## Состав муниципалитета
В муниципалитет входят следующие районы:
| - Аркуш - Авеледа - Азурара - Багунте - Каниделу - Фажозеш - Феррейро - Форнелу - Жиан - Гильябреу | - Жункейра - Лабруже - Масиейра-да-Майа - Малта - Минделу - Модиваш - Моштейро - Отейру-Майор - Парада - Реторта | - Риу-Мау - Тогеш - Тогинья - Тогиньо - Вайран - Вила-Шан - Вила-ду-Конде - Вилар - Вилар-ду-Пиньейру - Арворе |

## Достопримечательности
- Музей кружева (Museu da Rendas de Bilros)

## Фотогалерея

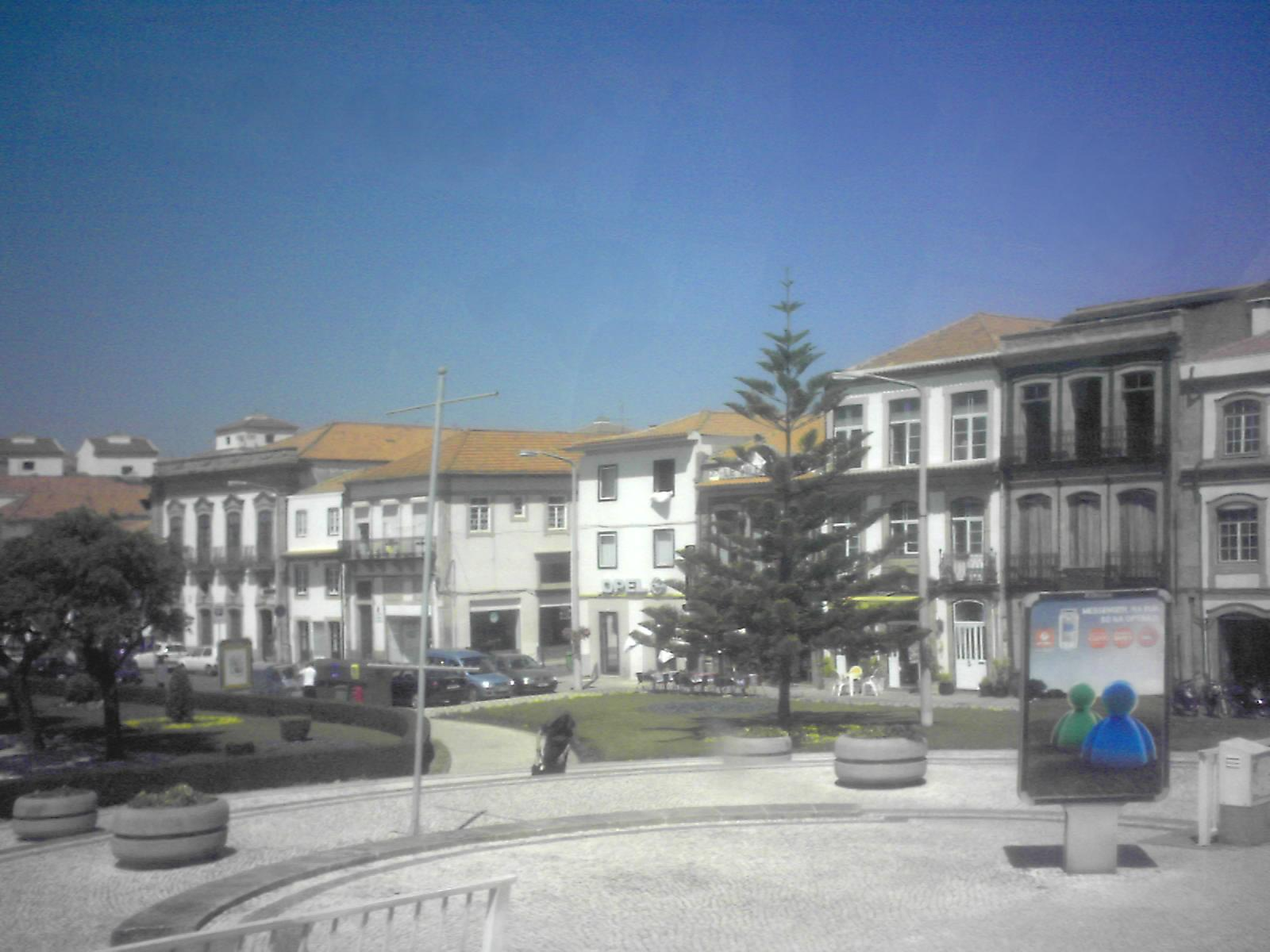
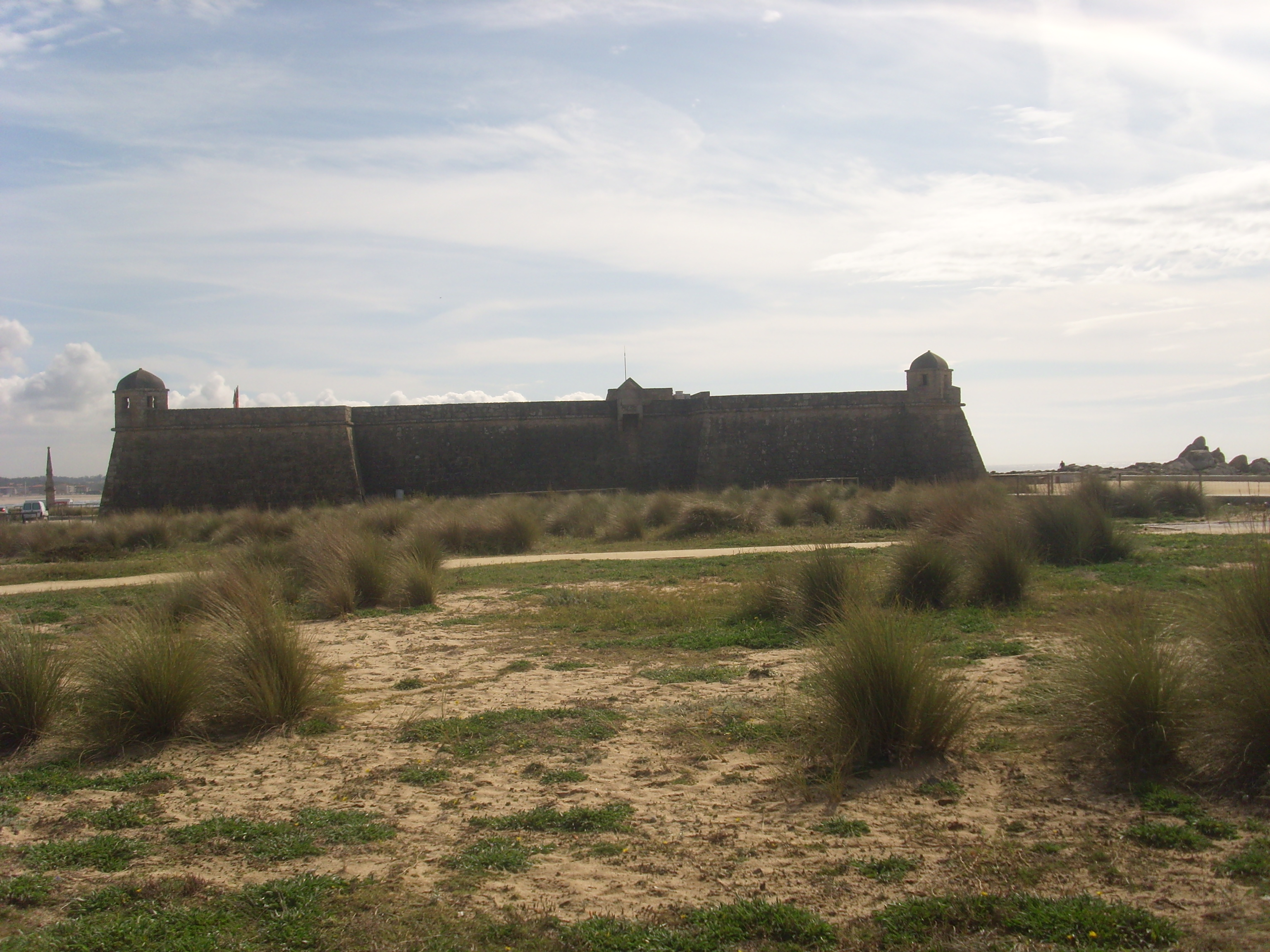
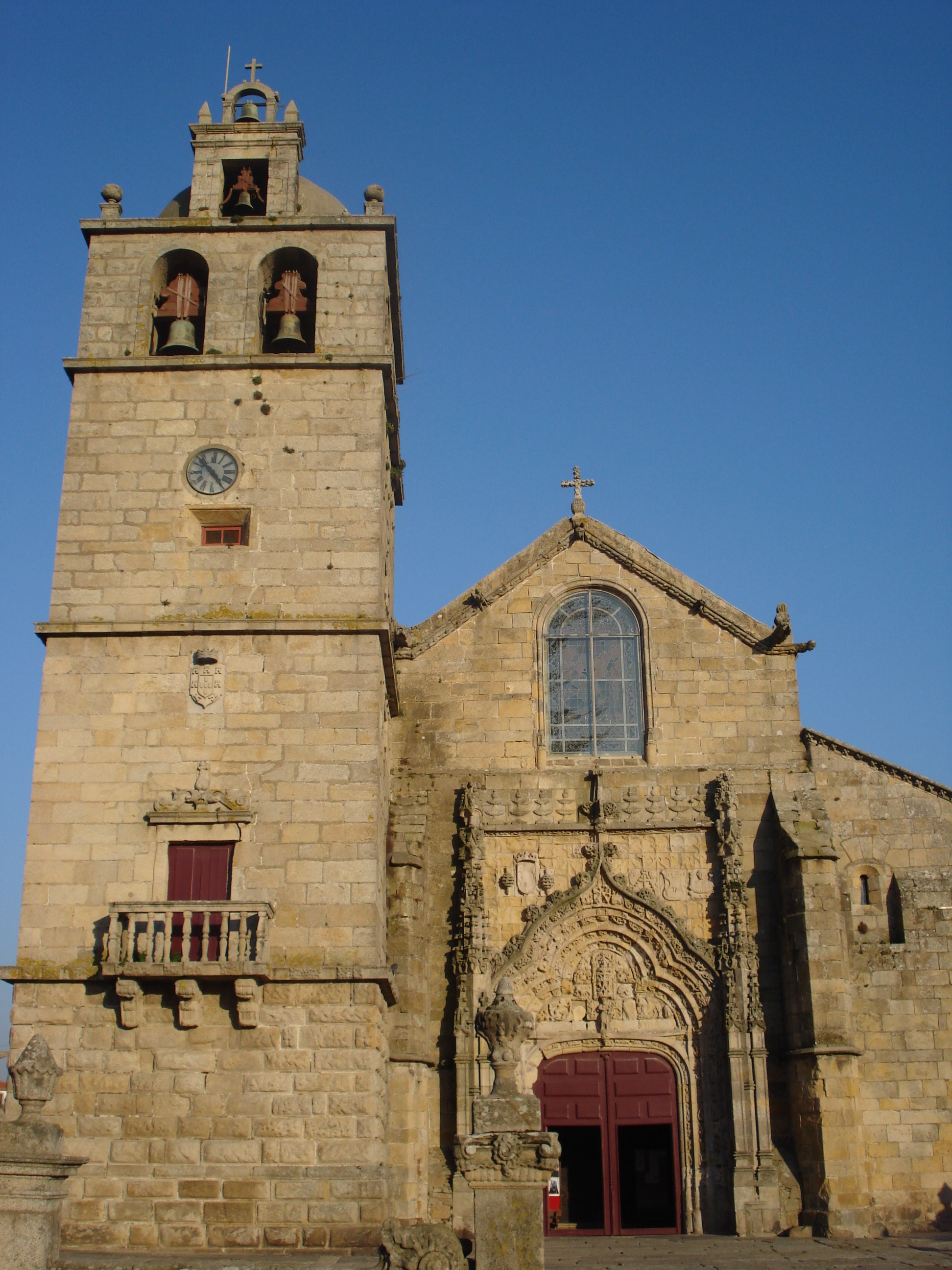
Собор

## Города-побратимы
Ферроль, Испания (1973)